# Lelkoun krátkoocasý
Lelkoun krátkoocasý (Batrachostomus poliolophus) je noční pták z řádu lelkounů, který se endemicky vyskytuje na indonéském ostrově Sumatra.

## Systematika
Druh popsal německý ornitolog Ernst Hartert v roce 1892. Lelkoun krátkoocasý se řadí do rodu Batrachostomus, tedy největšího rodu čeledi lelkounovití, resp. řádu lelkouni (Podargiformes). Druh byl původně považován za konspecifický (náležící k témuž druhu) s lelkounem bornejským (Batrachostomus mixtus), avšak na základě novějších výzkumů morfologie (Cleere 1998) došlo k vydělení lelkouna bornejského do samostatného druhu. Druhové jméno poliolophus pochází z řeckého polios („šedý“) a lophos („chocholka“).

## Popis
Lelkoun krátkoocasý je nenápadný menší pták o délce těla 21–22 cm. Křídlo je dlouhé kolem 135 mm, ocas 95 mm, zobák 19 mm a běhák 18 mm. Zobák je u báze široký, na konci zašpičatělý a zahnutý dolů a je světle hnědě až slámově zabarven. Z čela a od ušních otvorů vyrůstají poměrně dlouhé štětiny. Svrchní část opeření samce je zrzavě hnědá. Na krku se nachází bílá skvrna. Svrchní strana křídel je zrzavě hnědá, avšak krovky a ramenní perutě mají výrazné bílé skvrny. Spodina je zrzavě bílá či jemně zrzavo krémová, avšak jednotlivá pera mají tenké zrzavé lemování. Svrchní strana těla samice je více do zrzava než do hněda a je také světlejší, její krovky nejsou tak výrazně bíle skvrnité.

## Rozšíření a populace
Vyskytuje se endemicky na ostrově Sumatra, kde obývá lesní oblasti v Barisanského pohoří. Velikost populace je neznámá; počet pozorování lelkounů je velmi nízký, avšak předpokládá se, že to je dáno noční povahou druhu spolu s jeho silně kryptickým vzezřením spíše než velmi nízkou populací. Druh je hodnocen jako téměř ohrožený z důvodu pokračujícího odlesňování Sumatry. Vzhledem k tomu, že k odlesňování dochází hlavně v nížinách a lelkouni krátkoocasí obývají hlavně oblasti mezi 660–1400 m n. m., není ohrožen tak jako některé jiné ptačí druhy sumaterských nížin.

## Biologie
Lelkoun krátkoocasý je noční pták. Živí se hmyzem. Hlasově se projevuje hlasitým stoupavým pískáním, po kterém následuje série 5–7 klesavých tónů připomínající slabiku ua. Hnízdí snad někdy mezi květnem a srpnem. Hnízdo z lišejníků, mechu a prachového peří je umístěno několik metrů nad zemí v místě větvení. Hnízdo je oválného tvaru kolem 7×5,5 cm a hluboké pouze kolem 2,5 cm. Samice klade pouze jedno vejce o rozměrech cca 29×20 mm.